# Wonder Egg Priority
Wonder Egg Priority (ワンダーエッグ・プライオリティ Wandā Eggu Puraioriti?) es una serie de televisión de anime japonesa original, ya finalizada, animada por CloverWorks. La serie es una coproducción entre Aniplex, Nippon Television y D.N. Dream Partners, y está escrita por Shinji Nojima, dirigida por Shin Wakabayashi, y presenta diseños de personajes de Saki Takahashi. y Mito compusieron la música de la serie. Se estrenó en NTV el 12 de enero de 2021, y cuenta con 12 episodios. Kanata Aikawa, Tomori Kusunoki, Shuka Saitō y Hinaki Yano interpretan el tema final "Life is Cider" (Life is サイダー Raifu Izu Saidā?).
Funimation obtuvo la licencia de la serie y la transmitirá en su sitio web en Norteamérica y las islas británicas, en Europa a través de Wakanim y en Australia y Nueva Zelanda a través de AnimeLab. Tras la adquisición de Crunchyroll por parte de Sony, la serie se trasladó a Crunchyroll obteniendo la licencia de la serie fuera de Asia. GaragePlay ha obtenido la licencia de la serie en el sudeste asiático y la está transmitiendo en Bilibili.

## Trama
La serie sigue a Ai Ohto, una estudiante de secundaria que no asiste temporalmente a la escuela luego del suicidio de su amiga cercana Koito Nagase. Durante una caminata nocturna, Ai visita una sala de juegos abandonada, donde una voz misteriosa la guía a una máquina gachapon que dispensa un "Wonder Egg". Esa noche, mientras duerme, Ai se ve arrastrada a un mundo de sueños donde el Wonder Egg se abre para revelar a una chica, a quien Ai debe proteger de una horda de monstruos llamados "Seeno Evils". Cuando la voz le dice a Ai que salvar a suficientes personas en este mundo puede traer de vuelta a Koito, decide seguir comprando Wonder Eggs y protegiendo a sus habitantes. En el camino, Ai se encuentra con otras tres chicas en la misma situación que ella: Neiru Aonuma, Rika Kawai y Momoe Sawaki.

## Personajes
Ai Ohto (大戸 アイ, Ohto Ai?)
 Seiyū: Kanata Aikawa, Andrea Trujillo (español latino)
Una niña de 14 años (al final 15) con cabello color azul, que normalmente usa un suéter color amarillo con una flor estampada y un moño negro detrás del mismo, unos pantaloncillos azules con celeste y un listón blanco, que padece de heterocromía (un ojo de color dorado y uno de color azul), unos tenis blancos, con lengua azul y un cuadro blanco, además de unas calcetas comunes y un ganchito en la cabeza. Debido a esta anormalidad, temporalmente no asiste a la escuela gracias al bullying que recibía por esto. Su cumpleaños es el 15 de junio. Ella lucha por revivir a su amiga Koito Nagase.
Neiru Aonuma (青沼 ねいる, Aounuma Neiru?)
 Seiyū: Tomori Kusunoki, Leyla Rangel (español latino)
Una niña de 14 años (al final 15), sus ojos son verde oscuro, tiene pelo gris con una trenza (en los últimos capítulos sueltos) y con un moño blanco, es de tez morena (o quizás bronceada), un uniforme gris con encabezado blanco y listón negro unas calcetas blancas con una raya negra y unos zapatos negros. Es muy callada y tranquila la mayoría de las veces, y no toma la iniciativa de conocer gente, ella dice que fue inseminada artificialmente y que quiere revivir a su hermana aunque lucha por ella misma. Su cumpleaños es el 27 de abril.
Rika Kawai (川井 リカ, Kawai Rika?)
 Seiyū: Shuka Saitō, Jocelyn Robles (español latino)
Una niña de 14 años (al final 15). Sus ojos son color azul, tiene el cabello decolorado muy distintivo con una mecha rosada, un suéter de color rojo con mangas púrpura. Tiene pegados unos pines en la parte izquierda de su suéter. Lleva jeans ajustados azules, usa una gargantilla negra con un broche blanco en medio. Ella no duda en decir lo que piensa, incluso para las personas que acaba de conocer no conoce a su padre y eso le lleva un dilema existencial. Además de que su madre es alcohólica, ella es una idole júnior medianamente famosa. Quiere salvar a una de sus fans llamada Chiemi aunque se refiere como ella como cartera. Su cumpleaños es el 18 de octubre.
Momoe Sawaki (沢木 桃恵, Sawaki Momoe?)
 Seiyū: Hinaki Yano, Itzel Mendoza (español latino)
Una niña de 14 años (al final de 15). Sus ojos son verde oscuro, es una chica amable y educada que tiene una marca de belleza muy distinta y una figura esbelta. Es una chica alta y de contextura delgada. Su cabello es rojo corto, tiene un lunar en la parte izquierda de la cara, sus ojos son de color verde, usa un suéter color azul, abajo tiene una camisa blanca con botones, calcetines azules, mocasines y pantalones holgados (a veces con falda). A menudo se la confunde con un hombre (ella tiene un conflicto con eso y no sabe su verdadera identidad) y es popular entre las chicas (beso a 2 chicas). Su cumpleaños es el 30 de marzo.

## Lista de episodios
| Episodios | Episodios                                                                        | Episodios             |
| Número    | Título                                                                           | Fecha de estreno      |
| --------- | -------------------------------------------------------------------------------- | --------------------- |
| 1         | «El dominio de los niños» «Kodomo no Ryōbun» (子供の領分)                        | 12 de enero de 2021   |
| 2         | «Los términos de la amistad» «Tomodachi no Jōken» (友達の条件)                   | 19 de enero de 2021   |
| 3         | «Un cuchillo desnudo» «Hadaka no Naifu» (裸のナイフ)                             | 26 de enero de 2021   |
| 4         | «Chicas coloridas» «Karafuru Gāruzu» (カラフル・ガールズ)                        | 2 de febrero de 2021  |
| 5         | «La chica flautista» «Fuewofuku Shōjo» (笛を吹く少女)                            | 9 de febrero de 2021  |
| 6         | «Día del golpe borracho» «Panchi Doranku Dē» (パンチドランク・デー)              | 16 de febrero de 2021 |
| 7         | «Después de la escuela a los 14» «Jūyon-sai no Hōkago» (14才の放課後)            | 23 de febrero de 2021 |
| 8         | «El plan de amistad feliz» «Akarui Tomodachi Keikaku» (明るい友達計画)           | 2 de marzo de 2021    |
| 9         | «Una historia que nadie conoce» «Dare mo Shiranai Monogatari» (誰も知らない物語) | 9 de marzo de 2021    |
| 10        | «Confesión» «Kokuhaku» (告白)                                                    | 16 de marzo de 2021   |
| 11        | «Un niño adulto» «Otona no Kodomo» (おとなのこども)                              | 23 de marzo de 2021   |
| 12        | «Un guerrero invicto» «Makezaru Senshi» (負けざる戦士)                           | 30 de marzo de 2021   |
| Especial  | «Mi prioridad» «Watashi no Puraioriti» (私のプライオリティ)                      | 30 de junio de 2021   |